# Ян Кейзер
Йоганнес («Ян») Ніколас Ігнатіус Кейзер (нід. Johannes («Jan») Nicolaas Ignatius Keizer; 6 жовтня 1940, Волендам — 18 листопада 2024) — нідерландський футбольний арбітр. Арбітр ФІФА у 1972—1989 роках.

## Біографія
Ян Кейзер грав у футбол у юнацькій команді «Волендам». Його вчитель середньої школи Арнольд Мурен колись попросив Яна допомогти провести матч на шкільному футбольному турнірі. Робота хлопцю так сподобалась, що він подав заявку на посаду судді. Здав суддівські іспити у 1957 році.
З 1965 року став судити матчі Ередивізі, а з 1972 року і міжнародні змагання. Був серед головних арбітрів на чемпіонаті Європи 1984 року (1 матч), літніх Олімпійських іграх 1984 року та на чемпіонаті світу 1986 року. На останньому турнірі він провів матч між Італією та Аргентиною у груповому етапі та матч між Данією та Іспанією у другому раунді. На Олімпійських іграх 1984 року він судив фінал між Францією та Бразилією. У 1988 році він судив у другому матчі фіналу Кубка УЄФА.
Хоча KNVB дозволила йому продовжити свою роботу до 31 грудня 1988 року, Кейзер вирішив закінчити кар'єру в серпні 1988 року. Він не вважав, що має сенс починати футбольний сезон, який він не міг закінчити. Останнім його матчем був «Твенте» проти «Гронінген» в рамках Ередівізі 1987/88 . Він загалом відсудив 386 матчів у нідерландському професіональному футболі.